# 김남해
김남해(1996년생~)은 조선민주주의인민공화국의 탁구 선수다. 2018년 스웨덴 할룸스타드 세계선수권대회에서 단체 동메달을 획득하였다. 2018년5월2일 16강전에서 러시아를 3-0으로 이기고 5월3일 8강에서 남한 여자탁구대표팀과 경기를
갖도록 되었으나 2018년 4.27 판문점선언에 따라 남북단일팀을 만들게되면서 8강 경기는 경기장에 입장하고 경기를 치르지 않고 4강 진출을 남북단일팀으로 확정하고 남북 여자탁구대표팀 9명(최현화,차효심,김송이,김남해,김지호,유은총,전지희,서효원,양하은) 전원에 메달을 수여하기로 하였다. 4강전에서 일본에 지면서 동메달을 수여받았다.